# Tommy Wood
Tommy Wood (17 februari 1912 - 21 januari 2003) was een Brits motorcoureur in de jaren dertig, de jaren veertig en de jaren vijftig. Zijn beste seizoen was dat van 1951, toen hij als tweede eindigde in de 250cc-klasse van het wereldkampioenschap wegrace en de Junior TT van de TT van Man won.

## Carrière

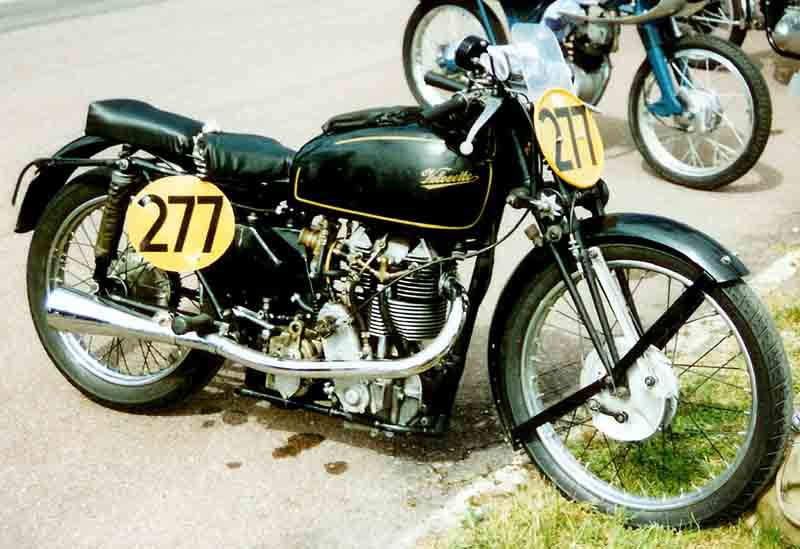
Velocette KTT Mk VIII uit 1948

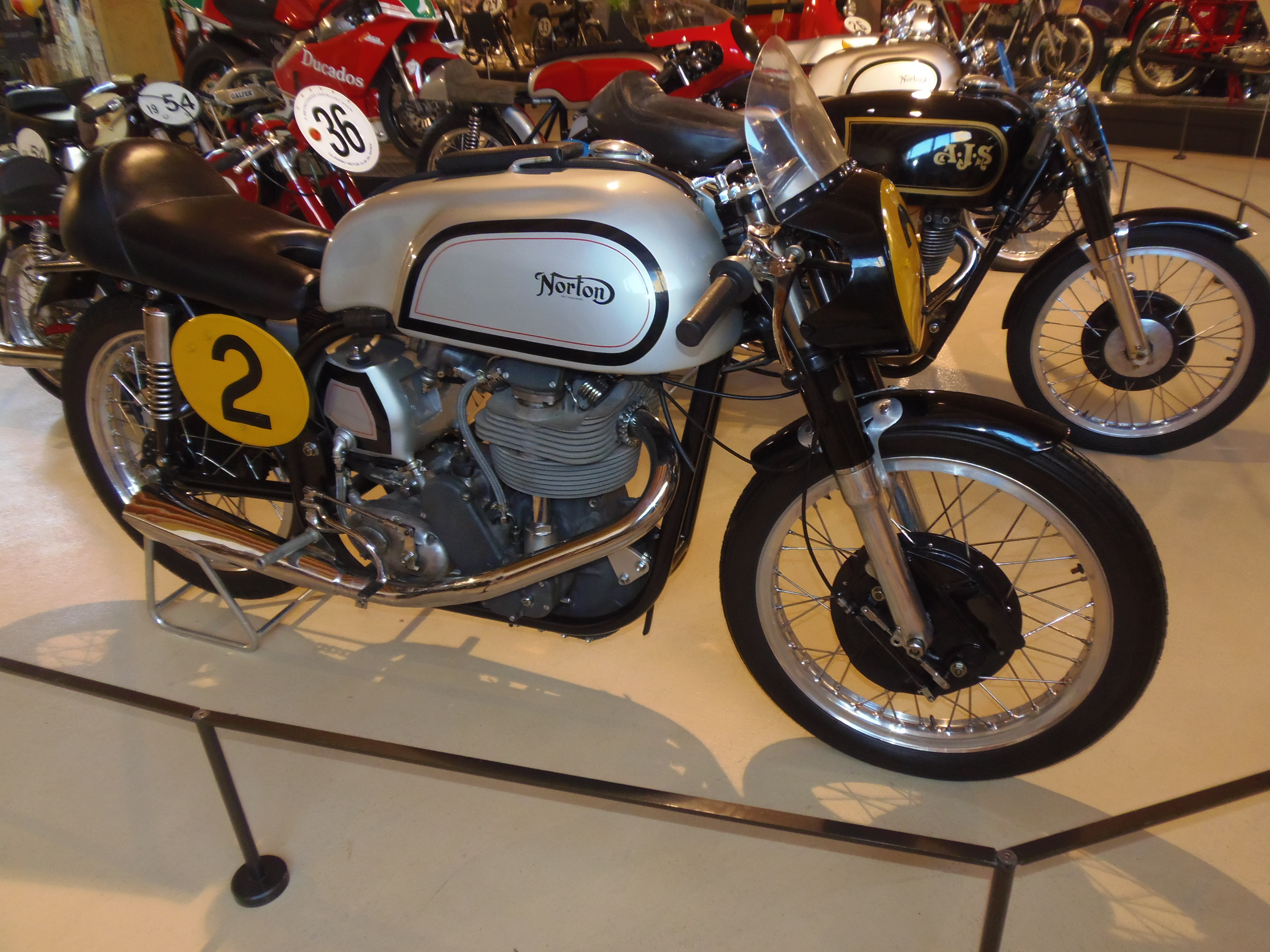
Norton 30M uit 1952.

In 1937 nam Tommy Wood voor het eerst deel aan de amateur-races op het eiland Man, de Junior klasse van de Manx Grand Prix. Hij startte met een 350cc Velocette, waarschijnlijk het model KSS Mk II, het toenmalige "Clubman"-model dat beschikbaar was voor klanten. Hij haalde er de finish niet mee.
Door het uitbreken van de Tweede Wereldoorlog kwam Wood pas in 1947 weer aan de start op het eiland Man, maar dit keer in de meer "professionele" TT-races. In de 350cc-Junior TT werd hij achtste met een Velocette KTT Mk VIII en met dat merk werd hij in de 500cc-Senior TT elfde. Het is goed mogelijk dat hij dit deed met dezelfde machine, want de Velocette KTT Mk VIII uit 1938 was in die tijd nog steeds veruit de snelste 350cc-machine die ook in de 500cc-klasse goed uit de voeten kon. In 1948 liet hij de 500cc-klasse echter schieten. In de Junior TT kwam hij weer aan de start met zijn Velocette, maar nu startte hij ook in de 250cc-Lightweight TT. Dit deed hij ook met de snelste productieracer uit de tijd, een Moto Guzzi Albatros. Ook in deze race finishte hij echter niet.

### Wereldkampioenschap wegrace

#### 1949
In het seizoen 1949 startte het wereldkampioenschap wegrace en dit keer werd hij in de Lightweight TT tweede achter Manliff Barrington, die door Moto Guzzi was ingehuurd vanwege zijn kennis van het 60km-lange stratencircuit. Tussen hen zaten slechts twaalf seconden, maar de derde man, Roland Pike, deed met zijn Rudge bijna een kwartier langer over de race dan Tommy Wood. Wood reed ook de snelste ronde van de race, wat hem in 1949 nog een extra punt opleverde. Dankzij deze ene race eindigde hij als zevende in de eindstand van het wereldkampioenschap 250 cc. In de 350cc-klasse werd hij met een Velocette gedeeld dertiende in het WK, maar hij won ook de Grand Prix van Barcelona. 

#### 1950
In het seizoen1950 viel Tommy Wood in de Isle of Man TT zowel in de Lightweight TT als de Junior TT uit. Hij haalde geen enkel punt in het wereldkampioenschap wegrace, maar won wel de 350cc-klasse van de Grand Prix van Spanje die toen nog geen deel uitmaakte van het WK. 

#### 1951
In het seizoen 1951 startte Tommy Wood in alle soloklassen, hoewel zijn optreden in de 125cc-klasse beperkt bleef tot één race. De Spaanse GP was de seizoensopener van het wereldkampioenschap wegrace en Tommy Wood werd met een Norton Manx tweede achter Umberto Masetti met de Gilera 500 4C. Door een enorm aantal valpartijen haalden echter slechts zes rijders de finish. Hij won echter de 350cc klasse met een Velocette. Hij won met een fabrieks-Moto Guzzi Gambalunghino de Lightweight TT, bij afwezigheid van Guzzi's eerste man, Bruno Ruffo en na het uitvallen van zijn teamgenoot Fergus Anderson, die in de derde ronde uitviel. In de Franse Grand Prix werd hij derde in de 250cc-klasse en in de GP des Nations op Monza werd hij tweede achter zijn teamgenoot Enrico Lorenzetti. Hij eindigde het seizoen als negende in het kampioenschap 500cc, als tiende in het wereldkampioenschap 350 cc en als tweede in het wereldkampioenschap 250cc. 

#### 1953
In 1952 kwam Tommy Wood niet in de uitslagen voor, maar in het seizoen 1953 nam hij, met beperkt succes, weer deel aan het WK in drie klassen. In de 500cc-klasse scoorde hij met een Norton slechts één punt en eindigde hij als zeventiende. In de 350cc-klasse haalde hij ook één punt met een Norton en werd hij zestiende. In de 250cc klasse scoorde hij met de Moto Guzzi drie punten en eindigde hij als twaalfde. Dit was zijn laatste seizoen in het wereldkampioenschap wegrace en waarschijnlijk van zijn hele carrière, want ook in de uitslagen op Man kwam hij daarna niet meer voor.

## Wereldkampioenschap wegrace resultaten
(Races in cursief geven de snelste ronde aan)
| Jaar | Klasse | Team       | Motorfiets               | 1       | 2      | 3       | 4     | 5       | 6      | 7       | 8     | 9     | Punten | Plaats | Overwinningen |                                                | Wereldkampioen |
| ---- | ------ | ---------- | ------------------------ | ------- | ------ | ------- | ----- | ------- | ------ | ------- | ----- | ----- | ------ | ------ | ------------- | ---------------------------------------------- | -------------- |
| 1949 | 250 cc | Privé      | Moto Guzzi Albatros      | IOM 2   | ZWI 6  |         |       | ULS -   | NAT -  |         |       |       | 9      | 7e     | 0             | Bruno Ruffo, Moto Guzzi Gambalunghino          |                |
| 1949 | 350 cc | Privé      | Velocette KTT Mk VIII    | IOM 17  | ZWI 5  | NED -   | BEL - | ULS -   |        |         |       |       | 5      | 13e    | 0             | Freddie Frith, Velocette KTT Mk VIII           |                |
| 1950 | 250 cc | Privé      | Moto Guzzi Albatros      | IOM DNF |        |         | ZWI - | ULS -   | NAT -  |         |       |       | 0      | -      | 0             | Dario Ambrosini, Benelli                       |                |
| 1950 | 350 cc | Privé      | Velocette KTT Mk VIII    | IOM DNF | BEL -  | NED -   | ZWI - | ULS -   | NAT 9  |         |       |       | 0      | -      | 0             | Bob Foster, Velocette KTT Mk VIII              |                |
| 1951 | 125 cc | Privé      | Moto Morini              | SPA DNF |        | IOM -   |       | NED -   | FRA -  | ULS -   | NAT - |       | 0      | -      | 0             | Carlo Ubbiali, Mondial 125 Bialbero            |                |
| 1951 | 250 cc | Moto Guzzi | Moto Guzzi Gambalunghino |         | ZWI -  | IOM 1   |       |         | FRA 3  | ULS 4   | NAT 2 |       | 21     | 2e     | 1             | Bruno Ruffo, Moto Guzzi Gambalunghino          |                |
| 1951 | 350 cc | Privé      | Velocette KTT Mk VIII    | SPA 1   | ZWI -  | IOM 31  | BEL - | NED -   | FRA -  | ULS -   | NAT 8 |       | 8      | 10e    | 1             | Geoff Duke, Norton 40M                         |                |
| 1951 | 500 cc | Privé      | Norton 30M               | SPA 2   | ZWI 11 | IOM 14  | BEL - | NED -   | FRA 16 | ULS -   | NAT - |       | 6      | 9e     | 0             | Geoff Duke, Norton 30M                         |                |
| 1952 | 250 cc | Moto Guzzi | Moto Guzzi Gambalunghino | ZWI -   | IOM -  | NED -   |       | DUI -   | ULS -  | NAT DNF |       |       | 0      | -      | 0             | Enrico Lorenzetti, Moto Guzzi Gambalunghino    |                |
| 1953 | 250 cc | Moto Guzzi | Moto Guzzi Bialbero 250  | IOM 6   | NED -  |         | DUI - |         | ULS -  | ZWI -   | NAT 7 | SPA 5 | 3      | 12e    | 0             | Werner Haas, NSU Rennmax                       |                |
| 1953 | 350 cc | Privé      | Norton 40M               | IOM -   | NED -  | BEL -   | DUI - | FRA 5   | ULS -  | ZWI 11  | NAT - |       | 2      | 16e    | 0             | Fergus Anderson, Moto Guzzi Monocilindrica 350 |                |
| 1953 | 500 cc | Privé      | Norton 30M               | IOM -   | NED -  | BEL DNF | DUI - | FRA DNF | ULS -  | ZWI -   | NAT - | SPA 6 | 1      | 17e    | 0             | Geoff Duke, Gilera 500 4C                      |                |